# Cuyotenango
Cuyotenango är en kommunhuvudort i Guatemala.   Den ligger i kommunen Municipio de Cuyotenango och departementet Departamento de Suchitepéquez, i den sydvästra delen av landet, 110 km väster om huvudstaden Guatemala City. Cuyotenango ligger 333 meter över havet och antalet invånare är 10 825.
Terrängen runt Cuyotenango är platt åt sydväst, men åt nordost är den kuperad. Runt Cuyotenango är det ganska tätbefolkat, med 160 invånare per kvadratkilometer. Närmaste större samhälle är Mazatenango, 6,8 km öster om Cuyotenango. I omgivningarna runt Cuyotenango växer huvudsakligen savannskog.